# Línea 60 (Montevideo)
La línea 60 es una línea de transporte urbano de Montevideo. Une la Ciudad Vieja con Portones Shopping por la Avenida Rivera.

## Historia

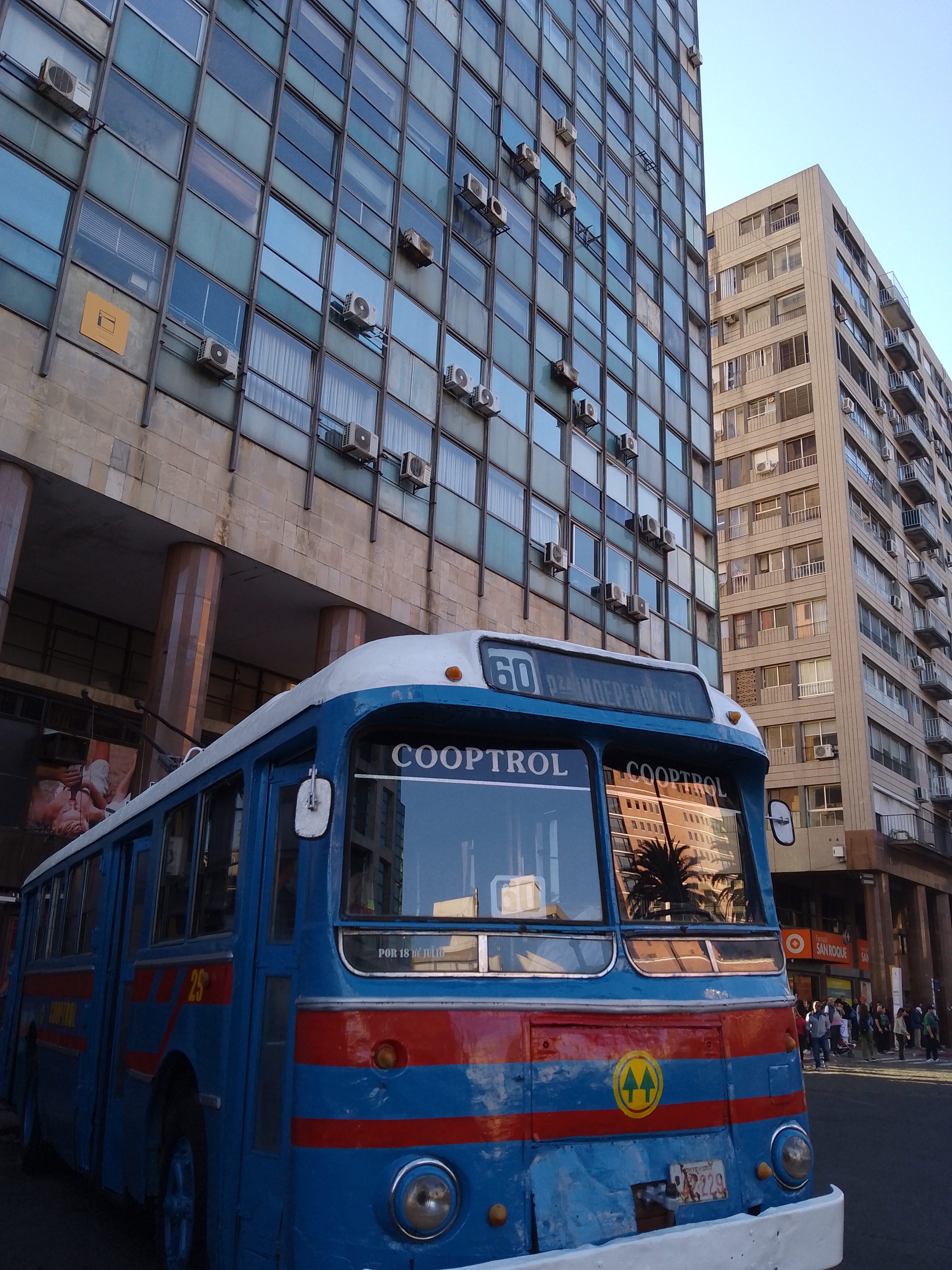
Línea 60 y un histórico trolebús Ansaldo de la Cooperativa de Trolebuses.

Tiene como antecedentes, cuando en 1929 la Sociedad Comercial de Montevideo comenzó a prestar un servicio de tranvías desde la Plaza Zabala hacia el Cementerio del Buceo, con la denominación de 60. En los años cuarenta y con la nacionalización de los tranvías, la línea fue adquirida por la Administración Municipal de Transporte quien continuó operando dicho servicio, hasta modificarlo y convertirlo en una línea del sistema de trolebuses que comenzó a funcionar en los años cincuenta. La línea 60 estuvo electrificada hasta el año 1992, año en que se disolvió la Cooperativa de Trolebuses y por ende el sistema de trolebuses. Al poco tiempo, le fue otorgada su operación a la compañía CUTCSA.

## Características
Conecta mediante circuito la Ciudad Vieja con Portones Shopping y la terminal homónima. Su vía principal es la Avenida Rivera, contrario a la línea la línea 64, la cual circula por  Avenida Italia.
Entre el año 2017 y fines del 2020 contó con un servicio semidirecto (60SD) con alrededor de 10 salidas en la mañana y 10 en la tarde entre Ciudad Vieja y Portones. En 2020 dicho servicio fue suprimido.

## Recorridos
El 60 pasa por los barrios: Portones de Carrasco, Punta Gorda, Malvín, Buceo, Pocitos, Cordón, Centro y Ciudad Vieja.
| - ...Juan L. Cuestas - Buenos Aires - Plaza Independencia - Avenida 18 de Julio - Eduardo Acevedo - José Enrique Rodó - Bulevar Artigas - Avenida Rivera - Arrascaeta - Verdi - Asturias - Verdi - Plaza de los Olímpicos - Ámsterdam - Velsen - Almería - Aconcagua - Caramurú - Avenida Bolivia - Terminal Portones | - Terminal Portones - Av. Bolivia - Belastiquí - Av. Rivera - Alejandro Gallinal - Aconcagua - Almería - Hipólito Yrigoyen - Av. Rivera - Avenida 18 de Julio - Plaza Independencia - Ciudadela - 25 de Mayo - Juncal - Cerrito... |